# Anna Maciejewska-Jamroziak
Anna Maciejewska-Jamroziak – polska filozof, dr hab., profesor zwyczajny Katedry Sztuki i Kultury Plastycznej Wydziału Artystycznego Uniwersytetu Zielonogórskiego i Instytutu Filozofii Wydziału Nauk Społecznych Uniwersytetu im. Adama Mickiewicza w Poznaniu.

## Życiorys
Obroniła pracę doktorską, następnie uzyskała stopień doktora habilitowanego. 24 stycznia 1997 nadano jej tytuł profesora w zakresie nauk humanistycznych. Piastowała stanowisko profesora zwyczajnego w Instytucie Filozofii na Wydziale Nauk Społecznych Uniwersytetu im. Adama Mickiewicza w Poznaniu, oraz w Katedrze Sztuki i Kultury Plastycznej na Wydziale Artystycznym Uniwersytetu Zielonogórskiego.